# Баландчакир
Баландчакир (узб. Balandchaqir) — городской посёлок, административный центр Янгиабадского района Джизакской области Узбекистана.

## Население
Согласно переписи населения, в 2002 году в Баландчакире, расположенном в горной местности, проживало 5100 человек. Население, в основном, занимается земледелием и скотоводством.